# Lothar Firmans
Lothar Erich Robert Firmans (* 10. November 1896 in Ohrdruf; † 25. November 1964 in Nieder-Mörlen) war ein deutscher Schauspieler und Theaterregisseur. 

## Leben
Der Sohn des Theaterdirektors Georg Firmans erhielt seine schauspielerische Ausbildung in Danzig. Frühe Engagements führten ihn an Bühnen in Lübeck, Bremen, Schwerin und Karlsruhe. In dem Filmklassiker Quax, der Bruchpilot mit Heinz Rühmann spielte er 1941 Rühmanns Fluglehrer Hansen.
Nach dem Krieg war er an der Komödie und am Theater am Schiffbauerdamm tätig, daneben am Staatstheater Dresden. Als Staatssekretär in Ehe im Schatten erhielt er bei der DEFA seine erste Nachkriegsrolle. Die mit ihm in einer Hauptrolle geplante Produktion Kein Hüsung nach Fritz Reuter wurde 1952 abgebrochen und später in einer anderen Besetzung verwirklicht.
Firmans widmete sich danach vorwiegend dem Theater und war bis 1954 Schauspieler und Regisseur an den Bühnen der Hansestadt Lübeck. Ab 1954 war er beim Stadttheater Saarbrücken aktiv. Hier verkörperte er 1954  Alexander I. in Reinhold Schneiders Die Abrechnung und 1955 den Kurfürsten in Der Prinz von Homburg sowie die Titelfigur in Wallenstein. Zuletzt stand er in Mannheim auf der Bühne. Sein Sohn Georg Firmans (* 1935) wurde Maler, Bühnenbildner, Galeriedirektor und Werbegrafiker. 
Sein Bruder war Josef Firmans.

## Filmografie
- 1941: Quax, der Bruchpilot
- 1942: Fronttheater
- 1943/47: Quax in Afrika
- 1944: Aufruhr der Herzen
- 1944: Schicksal am Strom
- 1945: Rätsel der Nacht
- 1947: Ehe im Schatten
- 1948: Grube Morgenrot
- 1949: Die Buntkarierten
- 1950: Der Auftrag Höglers
- 1952: Kein Hüsung
- 1953: Anna Susanna
- 1961: Die Sache mit dem Ring

## Theater
- 1951: Herb Tank: Tanker Nebraska (Kapitän) – Regie: Kurt Jung-Alsen (Theater am Schiffbauerdamm Berlin)
- 1952: Maxim Gorki: Die Feinde (Staatsanwalt) – Regie: Fritz Wisten (Theater am Schiffbauerdamm Berlin)
- 1952: William Shakespeare: Wie es euch gefällt (Herzog) – Regie: Falk Harnack (Theater am Schiffbauerdamm Berlin)
- 1953: Giorgi Mdivani: Wo uns der Schuh drückt (Sidorow) – Regie; Werner Stewe (Theater am Schiffbauerdamm Berlin)